# Klein-Alfvéns kosmologi
| Oskar Klein |  | Hannes Alfvén |
| Oskar Klein |  | Hannes Alfvén |

Klein-Alfvéns kosmologi är en kosmologisk modell, där universums observerade expansion  uppkom genom en återstuds i ett från början långsamt kollapsande moln av koinomateria och antimateria (koinomateria var deras term för motsatsen till antimateria, dvs "vanlig" materia). Studsen orsakades av det höga strålningstryck som alstrades, när molnet nådde tillräckligt hög täthet (0,01 per cm3) och materian och antimaterian började annihileras.
Denna kombimodell har numera fått överges efter observationsresultat. Någon annihilationsstrålning har ännu inte observerats, även om det en tid fanns med bland uppslagen kring orsakerna bakom s.k. gamma ray bursts – kortvariga ofantligt energirika utbrott av gammastrålning på kosmologiska avstånd. Modellen kunde heller inte förklara den kosmiska bakgrundsstrålningens isotropi.
Modellen lanserades 1963 och var en kombination av Oskar Kleins idé om universum som metagalax och Hannes Alfvéns spekulationer om ambiplasma, som likt Leidenfrost-skikt under vissa betingelser skulle kunna bevara materia och antimateria åtskilda över ansenliga tidsrymder.

## Fortsatt utveckling
Även om (ambi)plasmakosmologi aldrig har haft stöd av de flesta astronomer och fysiker, så har ett mindre antal forskare fortsatt att främja och utveckla tillvägagångssättet, samt publicera i speciella utgåvor av IEEE Transactions on Plasma Science, som är sam-redigerad av Anthony Peratt, förespråkare för plasmakosmologi.  Några artiklar om plasmakosmologi publicerades i andra mainstreamtidskrifter fram till 1990-talet. 1991 skrev dessutom Eric Lerner, en oberoende forskare inom plasmafysik och fusionsforskning, en populärvetenskaplig bok till stöd för plasmakosmologi med titeln The Big Bang Never Happened. Vid den tidpunkten fanns det förnyat intresse för ämnet inom kosmologi-samhället tillsammans med andra alternativa kosmologiska modeller. Detta berodde på resultat som redovisats 1987 av Andrew Lange och Paul Richards från UC Berkeley och Toshio Matsumoto vid Nagoya Universitet, som antydde att den kosmiska bakgrundsstrålningen kanske inte har ett svartkroppsspektrum. Men tillkännagivandet i april 1992 av data från COBE-satelliten korrigerade den tidigare motsägelsen av Big Bang. Intressenivån för plasmakosmologi har sedan dess fallit, så att numera endast begränsad forskning bedrivs.
Icke desto mindre har Alfvéns intresse för astrofysik spelat en roll för den relativt nya disciplinen rymdfysik, eftersom större delen av den materia vi kan se i universum är i plasmatillstånd.  Redan 80-100 km upp i jordens atmosfär börjar jonosfären, där luften joniseras till plasma framför allt på grund av solens UV-strålning. Rymden i solsystemet är fylld av solvinden, ett rymdplasma, som ständigt strömmar ut från solen. Solen själv och andra stjärnor är huvudsakligen i plasmatillstånd liksom rymden dem emellan, det så kallade interstellära mediet. I universums storskaliga struktur finns också element som har bäring på Alfvéns idéer.
Kleins tidigare framgångsrika användning av Theodor Kaluzas idéer att arbeta med en rumtid i fem dimensioner verkar inte ha prövats i sammanhanget på 60-talet. Med strängteorierna kom detta åter på modet och bland så kallade brankosmologier har närmast den ekpyrotiska modellen beröringspunkter med Klein-Alfvéns idéer. Där är vårt fyrdimensionella (tre rumsdimensioner och en tidsdimension) universum egentligen endast är ett bran bland många, som ligger i en högredimensionell rymd.